# Даяна Келуб
Даяна Келуб (англ. Dyana Calub, 28 листопада 1975) — австралійська плавчиня.
Призерка Олімпійських Ігор 2000 року.
Чемпіонка світу з водних видів спорту 2001 року.
Переможниця Пантихоокеанського чемпіонату з плавання 1999, 2002 років.
Переможниця Ігор Співдружності 2002 року.